# پارک ملی ارکوک
پارک ملی ارکوک (به لاتین: Arikok National Park) یک پارک ملی در آروبا است.